# Josef Fišer (fotbalista)
Josef Fišer (* 9. dubna 1953) je bývalý český fotbalista, útočník.

## Fotbalová kariéra
V československé lize hrál za TJ SU Teplice. Nastoupil v 64 ligových utkáních. Do Teplic přišel z Litoměřic a na podzim 1979 odešel do Kovostroje Děčín. Ve druhé nejvyšší soutěži hrál i za Vagónku Česká Lípa.

## Ligová bilance
| Ročník                                   | Zápasy | Góly | Klub                  |
| ---------------------------------------- | ------ | ---- | --------------------- |
| 1. československá fotbalová liga 1972/73 | 1      | 0    | SU Teplice            |
| 1. československá fotbalová liga 1976/77 | 15     | 3    | SU Teplice            |
| 1. československá fotbalová liga 1977/78 | 28     | 3    | SU Teplice            |
| 1. československá fotbalová liga 1978/79 | 20     | 1    | SU Teplice            |
| Česká národní fotbalová liga 1979/80     | 7      | -    | SU Teplice            |
| Česká národní fotbalová liga 1981/82     | 28     | 7    | TJ Vagónka Česká Lípa |
| CELKEM 1. liga                           | 64     | 7    |                       |